# Övre Lilltjärnen, Lappland
Övre Lilltjärnen är en sjö i Storumans kommun i Lappland och ingår i Umeälvens huvudavrinningsområde.